# 삼위일체 성화

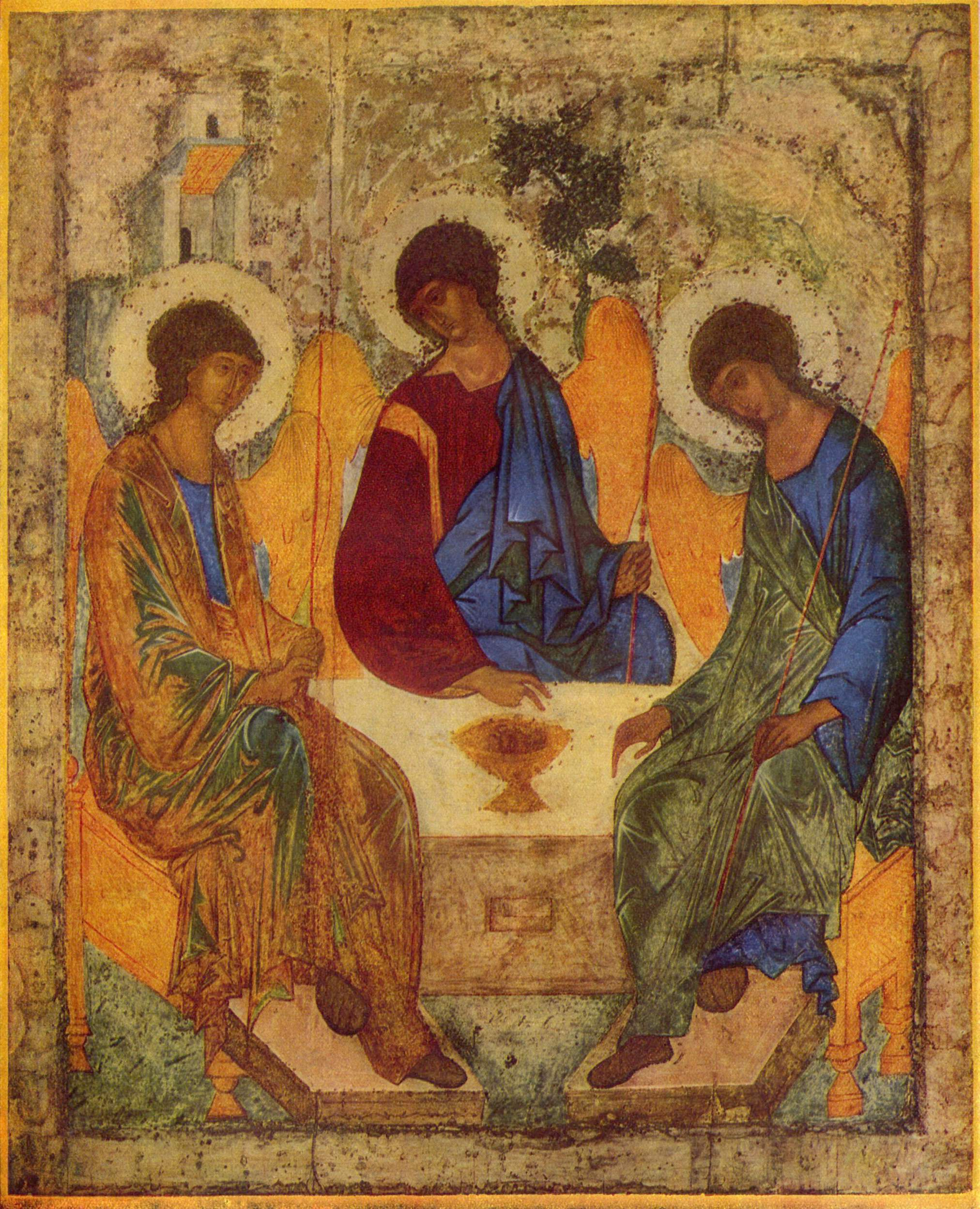
1408년에서 1425년 사이 안드레이 루블레프가 그린 러시아 구약성서 삼위일체 성화

삼위일체 성화(Holy Trinity Icon)는 동방 정교회 기독교에서 중요한 성화의 주제이며, 서방 교회의 묘사와는 다소 다른 취급을 받는다. 삼위일체 성화에는 구약의 삼위일체와 신약의 삼위일체(러시아어로 Троица Ветхозаветная 및 Троица Новозаветная)의 두 가지 유형이 있다.

## 같이 보기
- 삼위일체론